# 聖埃斯特萬卡塔里納
聖埃斯特萬卡塔里納（西班牙語：San Esteban Catarina），是薩爾瓦多的城鎮，位於該國中部，由聖維森特省負責管轄，面積78.14平方公里，海拔高度596米，2007年人口5,661，人口密度每平方公里72.45人。
13°41′N 88°47′W / 13.683°N 88.783°W